# Geboorte van Jezus

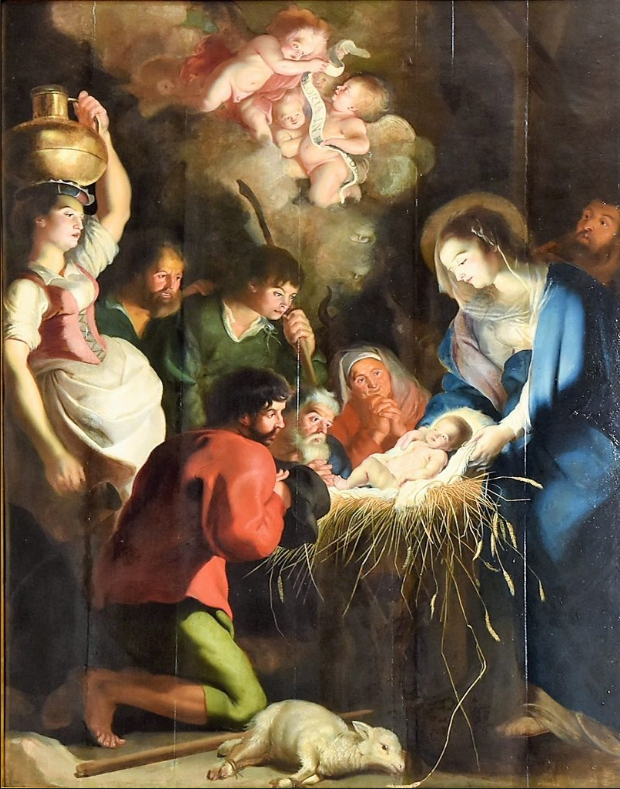
Geboorte van Christus, door Cornelis de Vos

De geboorte van Jezus wordt beschreven in de Bijbelse evangeliën volgens Lucas en Matteüs. Het vormt een centraal thema in het christendom dat elk jaar met kerstmis herinnerd en gevierd wordt.
Zoals geldt voor alle verhalen over Jezus wordt er een verschil gemaakt tussen de religieuze betekenis in het christendom en in historische zin. De eerste betekenis wordt vooral bepaald in de theologie. De tweede betekenis valt binnen de zoektocht naar de historische Jezus, door historici die gebruik maken van de historisch-kritische methode.

## Vertelling volgens Lucas

### Auteurschap en motief
Het Evangelie volgens Lucas wordt traditioneel aan de evangelist Lucas toegeschreven en door de meeste wetenschappers gedateerd tegen het einde van de eerste eeuw (circa 80-90 n.Chr.). Waarschijnlijk kende de schrijver het geboorteverhaal in het Evangelie volgens Matteüs niet, maar een minderheid van de wetenschappers meent van wel.
Lucas schreef dit evangelie om een zekere Theofilus te overtuigen van de waarheid van de christelijke boodschap. Dit soort 'levens' van beroemde personen werd in de Grieks-Romeinse wereld geschreven om er morele lering uit te trekken. Bij een bijzonder persoon hoorde ook een bijzondere geboorte, waarbij de latere betekenis van de persoon al duidelijk werd. Lucas gebruikt het geboorteverhaal in het bijzonder om Jezus te verbinden met de verwachtingen en profetieën in de heilige geschriften van de Israëlieten (het Oude Testament).

### Structuur van het verhaal bij Lucas

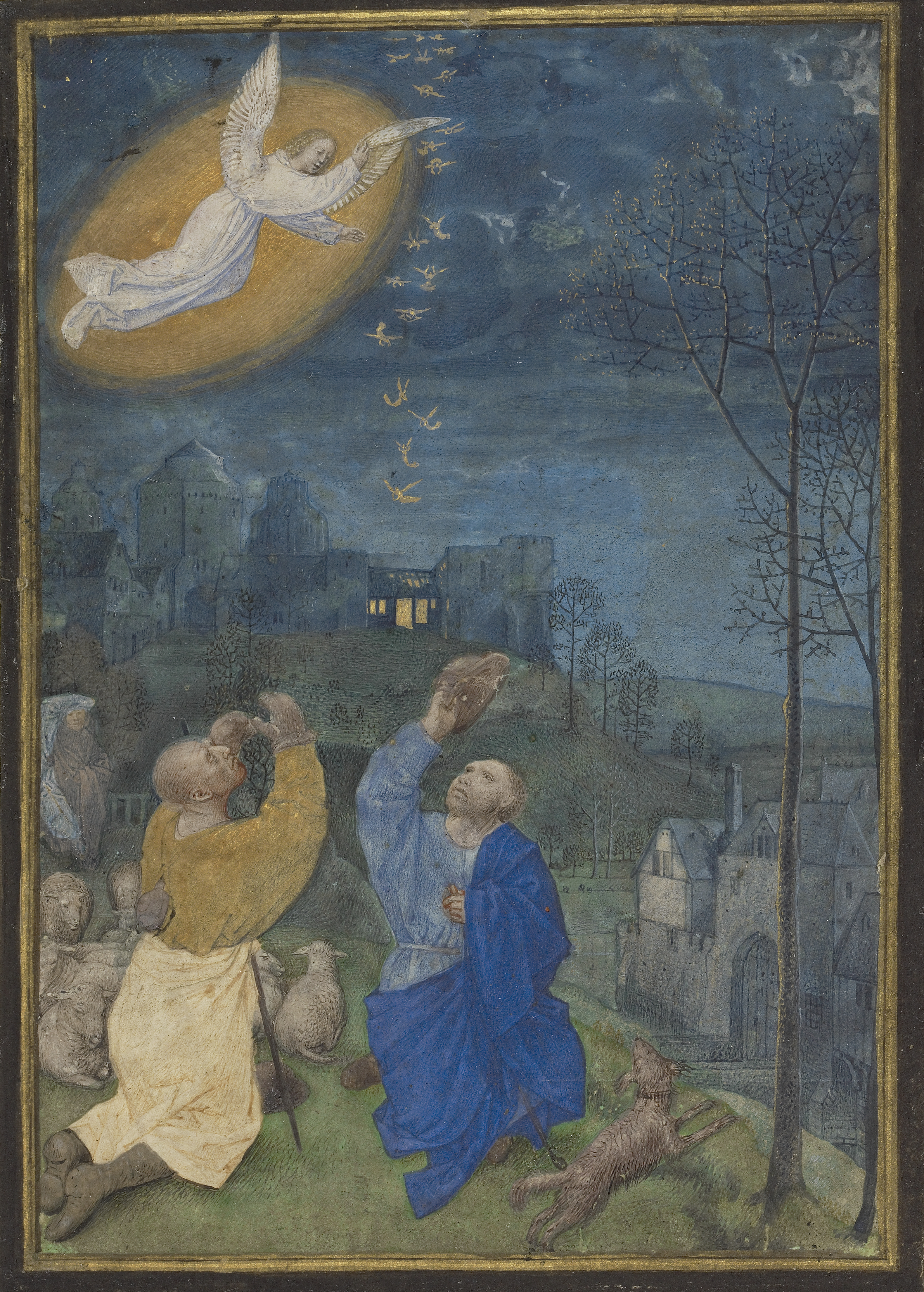
15e-eeuws Vlaams miniatuur van de aankondiging aan de herders

De stijl van Lucas doet denken aan het taaleigen van het Oude Testament, het Hebreeuws, en is bewust geënt op de Septuagint (de Griekse vertaling van de Hebreeuwse Bijbel).
De opbouw van dit Bijbelgedeelte is als volgt:
- 1:5-80 gaat over de aankondiging van de geboorte van Johannes de Doper, de voorloper van Jezus. Elisabet wordt geïntroduceerd als de vrouw van priester Zacharias en een familielid van Maria (1:36), die uitgehuwelijkt is aan Jozef van Nazareth. Eerst krijgt de man van de onvruchtbare Elisabet (1:7) te horen dat zij toch zwanger zal worden (1:13), later krijgt de nog maagdelijke Maria te horen dat zij eveneens zwanger zal worden en een kind baren (Annunciatie aan Maria, 1:26–38). Maria gaat in 'een stad in Juda' bij Elisabet op bezoek (Maria-Visitatie, 1:39–56) en daarna bevalt Elisabet van Johannes de Doper (1:57–80).
- 2:1–7 vertelt over een volkstelling van Quirinius, de reis van Jozef en de zwangere Maria van Nazareth naar Bethlehem en de geboorte van Jezus aldaar.
- 2:8–14 is een duiding van de geboorte van Jezus, waarbij enkele herders in het veld worden bezocht door een engel die hen over de geboorte vertelt (aankondiging aan de herders) en vervolgens een engelenconcert aanschouwen.
- 2:15-20 beschrijft de eerste reacties op de geboorte van Jezus: de aanbidding der herders.
- 2:21–40 beschrijft de toewijding van Jezus in de Joodse tempel in Jeruzalem, waarna het gezin huiswaarts keert naar Nazareth.

Omdat in vers 6 weer "En het geschiedde" klinkt, nemen sommige uitleggers de verzen 6-7 bij het middelste gedeelte van het verhaal. Maar het is de vraag of die formulering zo mechanisch de structuur aangeeft. Bovendien vormt vers 8 met een verandering van plaats en personages een duidelijke breuk.

### Inleiding en geboorte van Jezus (Lucas 2:1-7)
De verzen 1-5 beschrijven de historische omstandigheden van Jezus geboorte. Het verhaal begint groot bij de keizer en zijn rijk en zoomt in op de zwangere Maria. De verzen 6-7 beschrijven de eigenlijke geboorte.

#### Historische omstandigheden
Lucas' geboorteverhaal van Jezus begint met een verwijzing naar Herodes de Grote (zie Lucas 1:5), die regeerde als vazalkoning over Judea van 37 v.Chr. tot 4 v.Chr. Lucas noemt de keizer van het Romeinse Rijk, Augustus, die regeerde van 27 v.Chr. tot 14 n.Chr. en plaatst hiermee de geboorte van Jezus in mondiaal perspectief. Volgens Lucas vaardigde keizer Augustus een decreet (Grieks: dogma) uit dat alle onderdanen van het rijk zich moesten laten registreren voor de belastingen. Vers 2 dateert deze volkstelling ten tijde van Publius Sulpicius Quirinius, de Romeinse legatus (gouverneur) van Syria van 6 tot 9 n.Chr. (Judea was bij Syria gevoegd en viel onder Quirinius.) Dit is historisch problematisch, omdat er minstens een gat van 10 jaar zit tussen de dood van Herodes in 4 v.Chr. en de volkstelling van Quirinius in 6 of 7 n.Chr. (Herodes I was opgevolgd door Herodes Archelaüs, die van 4 v.Chr. tot 6 na Chr. Judea bestuurde.) Vers 3 vertelt dat iedereen naar de plaats van hun voorgeslacht ging. Dit was niet gebruikelijk bij Romeinse volkstellingen en wordt door de meeste historici gezien als volkomen onrealistisch.
In de verzen 4 en 5 valt het accent op Jozef en Maria die van Nazareth in Galilea, hun woonplaats, naar Bethlehem reisden. De davidische afkomst van Jozef herinnert aan de belofte in het Oude Testament dat de Messias zou voortkomen uit het huis en geslacht van David. Volgens de profeet Micha (Micha 5:1) zou Bethlehem de plaats van herkomst van een nieuwe vorst zijn.

#### De geboorte van Jezus (Lucas 2:6-7)

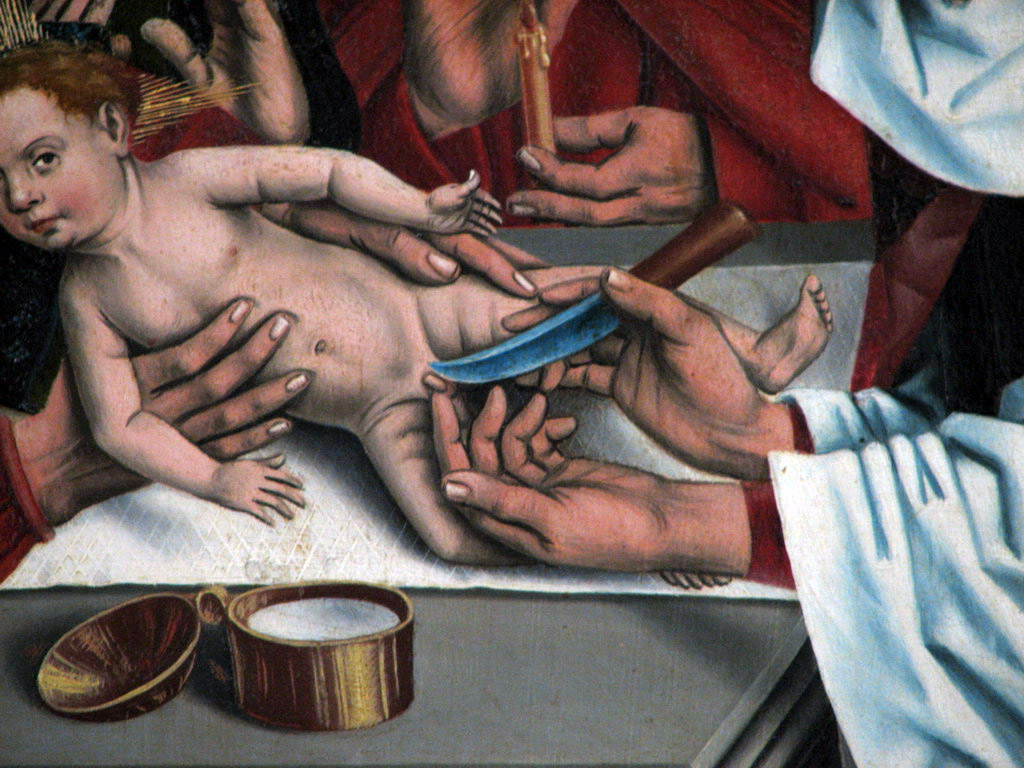
Een detail van De Besnijdenis van Christus (1466) door Friedrich Herlin

Lucas' beschrijving van de geboorte in Lucas 2:6-7 is sober en bondig:
Terwijl ze daar waren, brak de dag van haar bevalling aan, en ze bracht een zoon ter wereld, haar eerstgeborene. Ze wikkelde Hem in doeken en legde Hem in een voederbak, omdat er voor hen geen plaats was in het gastenverblijf.
Jezus is de 'eerstgeboren zoon', die bepaalde voorrechten had en voor wie in de tempel bepaalde verplichtingen moesten worden voldaan (zie Lucas 2:22-24). Het winden in 'doeken' is een teken van ouderlijke zorg zoals voor elk kind (vgl. Wijsheid 7:4-5). De kribbe of voederbak (Grieks: phatnê) hoeft niet op een stal te wijzen, omdat woonhuizen destijds ook een afdeling voor dieren konden hebben die niet of nauwelijks was afgescheiden van de menselijke vertrekken. De 'herberg' (Grieks: kataluma) betekent 'onderkomen' en kan doelen op een soort logement of op het gastenverblijf in een normaal huis. Lucas zegt niets over de reden dat er geen plaats was. Vaak heeft men dit ingevuld vanuit de drukte rond de census. Vanuit een literair standpunt bezien valt Lucas' vaagheid te verklaren vanuit de opbouw van het verhaal. De vermelding van de kribbe dient als voorbereiding op het vervolg van het verhaal, waar het kind in de kribbe dient als herkenningsteken voor de herders.

### Duiding van de geboorte van Jezus (Lucas 2:8-14)
In de verzen 8-14, het midden van het verhaal, geeft Lucas door middel van een engel zijn interpretatie van de geboorte van Jezus. De lichtende engel verschijnt in de donkere nacht. De blijde boodschap is dat de redder (Grieks: sotêr), Messias en Heer is geboren. Het taalgebruik van Lucas heeft overeenkomsten met Grieks-Romeinse nieuwsberichten (o.a. over de geboortedag van heersers). De ontvangers van de openbaring zijn herders in de omgeving van Bethlehem. Volgens latere rabbijnse bronnen behoren herders tot de geringsten in synagoge en samenleving, met name omdat ze niets hebben met Thorastudie. Maar het is de vraag of dit al meespeelt bij Lucas. David, de (vermeende) voorvader van Jezus, was aanvankelijk herder in de velden van Efratha. En in de herderspoëzie uit die tijd vertegenwoordigen herders het ideale landleven in omgang met de goden. Nadat de herders het teken van het kind in de kribbe hebben gekregen, loopt de aankondiging uit op een groots eerbetoon vanuit de hemel door een menigte engelen. Hun lofzegging luidt:
'Eer aan God in de hoogste hemel
en vrede op aarde voor de mensen die Hij liefheeft.'— Lucas 2:14, NBV21
Hierop is het bekende kerstlied Ere zij God gebaseerd.

### De eerste reacties op de geboorte van Jezus (Lucas 2:15-20)
In het laatste gedeelte van het verhaal worden de eerste twee delen met elkaar verbonden. De herders vinden inderdaad het kind in de kribbe. Naast hun reactie staat de reactie van Maria (vers 19) en van andere aanwezigen (vers 18). De contemplatieve reactie van Maria functioneert als voorbeeld voor de lezers.

## Vertelling volgens Matteüs

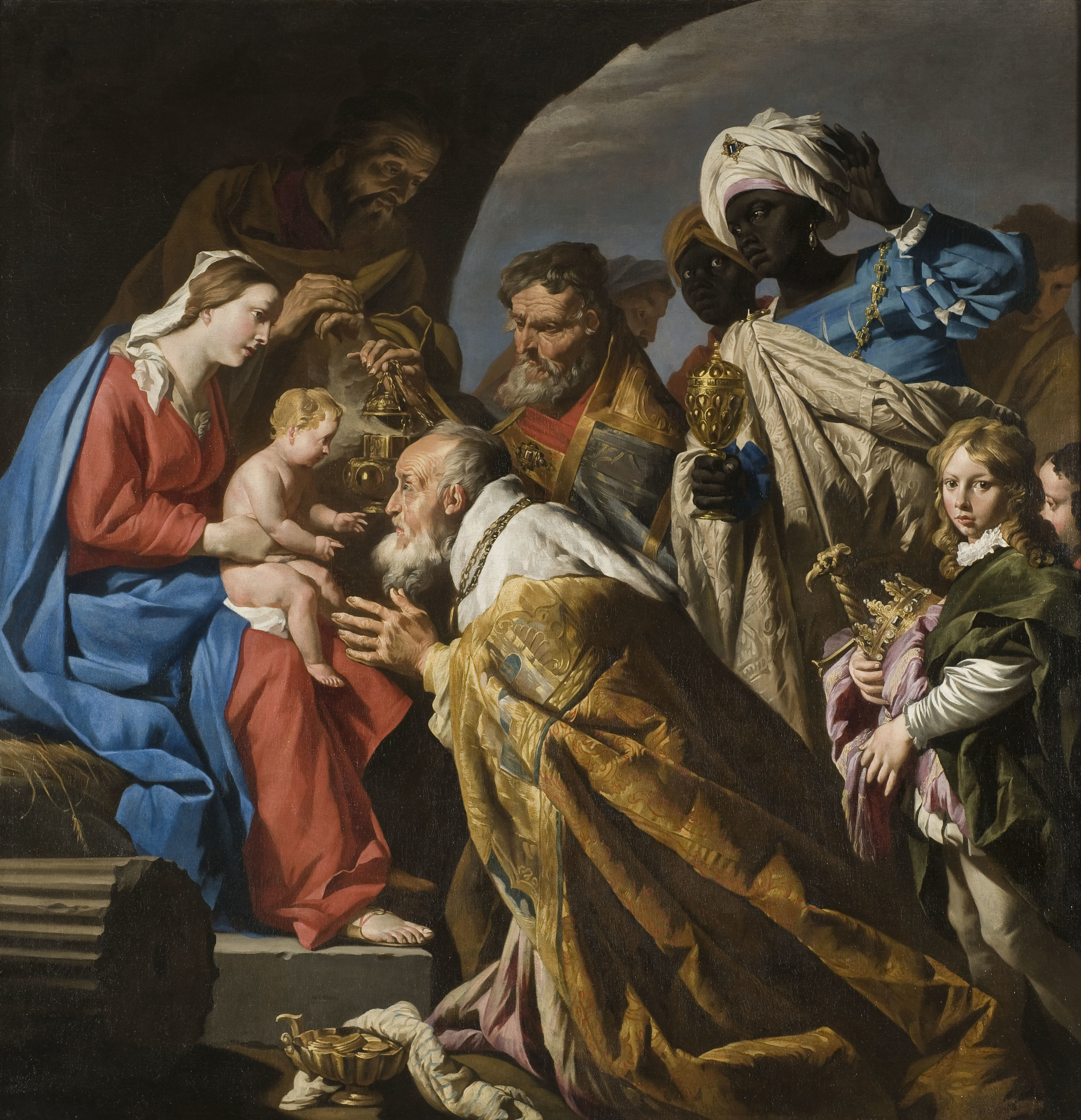
Jezus omringd door zijn ouders en de magiërs (17e eeuw) door Matthias Stom

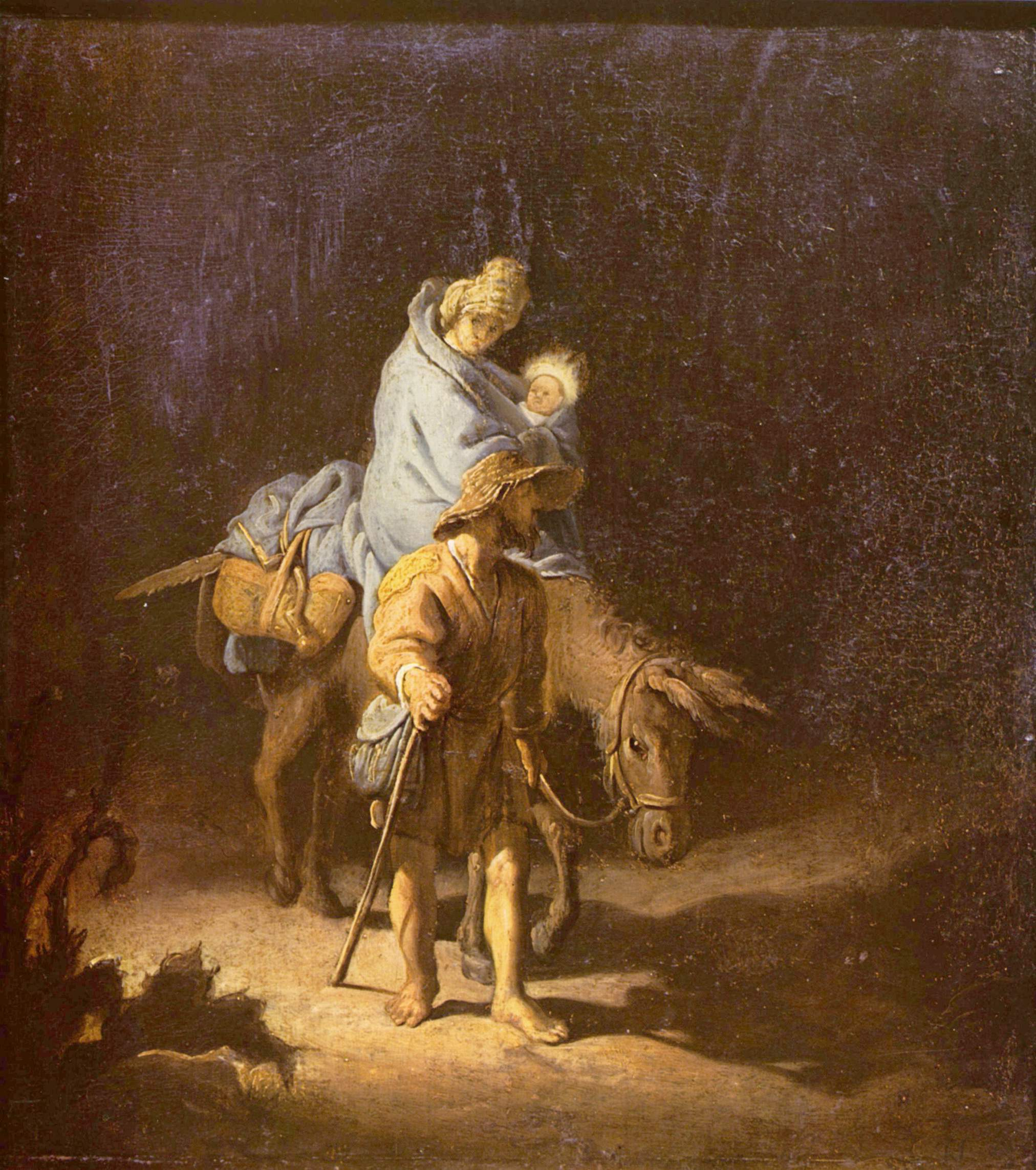
De vlucht naar Egypte (1627) door Rembrandt

### Auteurschap en motief
Het Evangelie volgens Matteüs wordt traditioneel toegeschreven aan de apostel Matteüs en is volgens de meeste wetenschappers rond 80 n.Chr. geschreven. Waarschijnlijk kende Matteüs het geboorteverhaal van Lucas niet.
Matteüs schrijft regelmatig 'opdat in vervulling zou gaan wat bij monde van de profeet door de Heer is gezegd...’ (1:22–23; 2:5–6, 15, 17–18, 23, enzovoort), waarmee hij wil bewijzen dat Jezus allerlei oudtestamentische profetieën uit laat komen en dus wel de aangekondigde messias moet zijn. Bovendien schildert Matteüs Jezus af als een nieuwe Mozes. Zijn publiek bestond waarschijnlijk uit joden-christenen: joden die zich hadden bekeerd tot het christendom.

### Structuur van het verhaal bij Matteüs
- 1:1-17 De genealogie van Jezus
- 1:18-25 Maria wordt zwanger van de heilige Geest, Jozef aanvaardt dit en Jezus wordt uiteindelijk geboren
- 2:1-23 Hoe Jezus in Nazareth terechtkwam
  - 2:1–8 Koning Herodes' reactie op de geboorte van Jezus
  - 2:9–12 Bezoek van de magiërs, traditioneel Driekoningen genoemd
  - 2:13–18 De Vlucht naar Egypte en de Kindermoord van Bethlehem
  - 2:19–23 Het gezin van Jozef keert terug uit Egypte en reist door naar Galilea om in Nazareth te gaan wonen

### Zwangerschap van Maria en geboorte van Jezus (Matteüs 1:18-25)
Een centraal probleem in Matteüs' verhaal is dat Maria zwanger was geraakt zonder met Jozef te zijn getrouwd. Ze was al wel aan hem uitgehuwelijkt, maar er had nog geen bruiloft plaatsgevonden (1:18). Seks en kinderen krijgen vóór het huwelijk werd gezien als een grote schande en bovendien had Jozef volgens Matteüs geen seks met Maria gehad, implicerend dat hij dacht dat Maria door een andere man zwanger was gemaakt. Om Maria niet te schande te maken, wilde Jozef haar onopgemerkt verlaten (1:19). Toen verscheen er echter een engel (boodschapper) van God aan hem in een droom die uitlegde dat Maria bezwangerd was door de Heilige Geest om een oudtestamentische profetie te vervullen, dat het kind een zoon zou zijn, Jezus genoemd diende te worden en dat hij zijn volk zou verlossen van zijn zonden (1:20–24). Vervolgens vertelt Matteüs dat Jozef 'zijn vrouw bij zich nam' (HSV, NBV21), en vertelt opnieuw dat zij geen seks hadden totdat Maria beviel van een zoon die ze Jezus noemde (1:25). Behalve dit laatste vers wordt het gebeuren geheel vanuit het perspectief van Jozef verteld.

### Historische omstandigheden
In tegenstelling tot Lucas, geeft Matteüs zeer weinig historische context. In feite zijn er maar drie gebeurtenissen die buiten de Bijbel om verifieerbaar zijn: de regering van Herodes de Grote (Matteüs 2:1), de dood van Herodes (Matteüs 2:19) en zijn opvolging door Herodes Archelaüs (Matteüs 2:22). Cruciaal is dat Matteüs in vers 2:1 aangeeft dat Jezus was geboren in Bethlehem in Judea, wat een ondubbelzinnige overeenkomst is met Lucas. Ook hij citeert een profetie uit Micha 5:1 die voorspelde dat een heerser over Israël in Bethlehem zou worden geboren.
Een probleem is echter dat Matteüs lijkt te veronderstellen dat Jozef en Maria al in Bethlehem woonden, terwijl ze volgens Lucas in Nazaret woonden en voor een volkstelling zich moesten inschrijven in Bethlehem. Volgens Matteüs vluchtte Jozef ('met het kind en zijn moeder', 2:21) uit Israël naar Galilea om aan Archelaüs te ontsnappen (2:22) en pas daarna 'ging hij wonen in de stad Nazareth' (2:23), implicerend dat hij daar nog niet woonde.

## Vergelijking tussen Lucas en Matteüs
Hoewel ze dezelfde gebeurtenis beweren te beschrijven, zijn er behalve duidelijke overeenkomsten ook opmerkelijke verschillen tussen de verhalen van Lucas en Matteüs. Bovendien zijn er elementen die het ene verhaal noemt, maar het andere niet, en omgekeerd.
| Evangelie volgens Lucas |
| --- |
| 1. Annunciatie aan Maria in Nazareth 2. Volkstelling van Quirinius (7-6 v.Chr.) 3. Jozef en Maria reisden van Nazareth naar Bethlehem 4. Geboorte van Jezus in Bethlehem 5. Aankondiging aan de herders in het veld 6. Herders in Bethlehem 7. Jezus' toewijding in de tempel van Jeruzalem – 8. Jozef, Maria en Jezus keerden terug naar Nazareth |

| Evangelie volgens Matteüs |
| --- |
| 1. Annunciatie aan Jozef in Bethlehem – 2. Geboorte van Jezus in Bethlehem 3. Magiërs bij Herodes in Jeruzalem 4. Magiërs in Bethlehem – 5. Jozef, Maria en Jezus vluchtten naar Egypte 6. Kindermoord van Bethlehem 7. Dood van Herodes (4 v.Chr.) 8. Jozef, Maria en Jezus keerden terug naar Judea 9. Jozef, Maria en Jezus gingen in Nazareth wonen |

Overeenkomsten
- De hoofdpersonen zijn Jozef en Maria, die aan elkaar waren uitgehuwelijkt. Een van beide kreeg van een engel in een droom te horen (annunciatie) dat Maria zwanger was of zou worden van de heilige Geest, dat zij van een zoon zou bevallen, dat hij Jezus genoemd moest worden en dat hij zeer belangrijk zou worden.
- Maria baarde haar zoon in Bethlehem en (men) noemde hem Jezus.
- Een onbekend aantal mensen kreeg te horen dat Jezus was geboren en kwam op bezoek.
- Jozef, Maria en Jezus gingen (terug?) naar Nazareth om daar te wonen.

Verschillen
- Maria (Lucas) of Jozef (Matteüs) kreeg de annunciatie te horen.
- Ten tijde van de annunciatie was Maria al (Matteüs) of nog niet zwanger (Lucas).
- De annunciatie vond plaats in Bethlehem (Matteüs) of Nazareth (Lucas).
- Jozef en Maria reisden van Nazareth naar Bethlehem (Lucas) of waren al in Bethlehem (Matteüs).
- Jezus werd geboren voordat koning Herodes stierf in 4 v.Chr. (Matteüs) of nadat Quirinius een volkstelling hield in 6 n.Chr. (Lucas).
- De groep mensen die op bezoek kwam was een aantal herders uit het veld (Lucas) of een aantal magiërs uit het oosten (Matteüs).
- De herders werden naar Bethlehem gestuurd door een engel en aanschouwden een engelenconcert (Lucas); de magiërs zagen een ster en kwamen op audiëntie bij koning Herodes in Jeruzalem, en werden door hem naar Bethlehem gestuurd na advies van diens hogepriesters en schriftgeleerden (Matteüs).
- Jozef, Maria en Jezus moesten vluchten naar Egypte omdat Herodes beval alle jongetjes van Bethlehem te vermoorden (Matteüs) of Jozef en Maria hadden de gelegenheid om Jezus acht dagen na zijn geboorte te wijden (en besnijden) en Maria ritueel te reinigen in de Tempel van Jeruzalem (Lucas). Bart D. Ehrman merkte op dat volgens Leviticus 12 het ritueel reinigen van een vrouw na een geboorte 33 dagen na de besnijdenis diende te gebeuren; opgeteld betekent dat dat Jozef, Maria en Jezus volgens Lucas 41 dagen na zijn geboorte terugkeerden naar Nazareth via Jeruzalem (Lucas 2:21–39).[4]:28:46 Dit is in tegenspraak met Matteüs 2:13–14, waarin Jozef in de nacht na het bezoek van de magiërs een droom kreeg waarin een engel hem waarschuwde dat de troepen van Herodes in aantocht waren om Jezus te vermoorden en hij naar Egypte moest vluchten; Jozef stond diezelfde nacht op en vluchtte met Maria en Jezus naar Egypte. Omdat de afstand van Bethlehem naar bijvoorbeeld Caïro hemelsbreed ongeveer 400 kilometer is, zouden ze daar te voet enkele tientallen dagen over hebben gedaan, waarna ze voor onbekende tijd in Egypte wachtten tot ze hoorden dat Herodes was gestorven en terugreisden (wat ook weer tientallen dagen lopen zou hebben gekost).[4]:26:18
- Jozef, Maria en Jezus verhuisden van Bethlehem in Judea/Israël naar Nazareth in Galilea om koning Archelaüs te ontvluchten (Matteüs) of ze keerden gewoon terug naar huis in Nazareth waar Jozef en Maria daarvoor ook al woonden (Lucas).
- Een extra verschil dat in Matteüs 1:1–18 (vlak vóór het geboorteverhaal) in Lucas 3:23–28 (enige verzen erna) verschillende stambomen van Jezus worden opgesomd.

Elementen die het ene verhaal noemt, maar het andere niet
- Volgens Matteüs ging er een profetie in vervulling door het feit dat Jozef (met zijn gezin) in Nazareth ging wonen, want daarmee werd Jezus een 'Nazoreeër' (al is niet duidelijk welke profetie precies); Lucas noemt dit niet.

## Geboorte van Jezus in de Koran
De Koran vertelt het verhaal van de geboorte van Jezus (Isa) in Hoofdstuk Maria, verzen 15-40, anders dan de christelijke evangeliën. Een engel kondigt aan Maria (Maryam) aan dat zij een zoon zal krijgen. De conceptie vindt op maagdelijke wijze plaats, door het werk van God. Jezus wordt geboren in de woestijn onder een dadelpalm en God laat een beek onder Maria's voeten ontspringen, zodat zij haar dorst kan lessen. Bij thuiskomst wordt Maria door andere mensen beschuldigd van schaamteloosheid, maar de pasgeboren Jezus spreekt vanuit de wieg in haar voordeel en vrijwaart haar. Jozef, de vermoedelijke vader van Jezus, ontbreekt volledig in het Koranverhaal.